# District de Miyun
Le district de Miyun (chinois : 密云区 ; pinyin : Mìyún qū) est une subdivision du nord-est de la municipalité de Pékin en Chine.

## Démographie
La population du district était de 426 935 habitants en 1999.

## Patrimoine
- Simatai, site d'altitude comportant des vestiges de la Grande muraille de Chine.
- village d'eau de Gubei, village ancien comportant des canaux, surnommé le Wuzhen de Pékin.